# Eucalyptus haemastoma
Espèce
Classification phylogénétique
Répartition géographique
Eucalyptus haemastoma est une espèce de plantes à fleurs de la famille des Myrtaceae. C'est un arbre australien.
C'est l'une des espèces appelées scribbly gum en anglais, qui doivent leur nom aux sillons sinueux qui parcourent son écorce. Ces sillons sont les anciens tunnels creusés par une chenille (Ogmograptis scribula) pendant son existence. Le papillon femelle dépose ses œufs entre la vieille et la nouvelle écorce. La chenille se creuse un chemin dans la nouvelle écorce, chemin de plus en plus large au fur et à mesure que la chenille grandit et qui s'arrête à l'endroit où elle se transforme en chrysalide et qui deviendra apparent lorsque la vieille écorce tombera.
Eucalyptus haemastoma est un arbre d'une quinzaine de mètres de haut (occasionnellement un mallee). L'écorce est lisse, d'un blanc gris. Les jeunes feuilles sont pétiolées, ovales ou incurvées, pendantes, d'un vert bleu et mesurent environ 22 cm de long sur 8 de large. Les feuilles adultes sont pétiolées, lancéolées ou incurvées, concolores, d'un vert brillant et mesurent 15 cm de long sur 3 de large.
Les fleurs, blanches, apparaissent à la fin du printemps et au début de l'été.
Les fruits sont en forme de poire.
On ne le trouve naturellement que dans les plaines côtières et sur les collines de la région de Sydney.